# Mbarka Bouaida
Mbarka Bouaida (nacida en 1975) es una política marroquí.

## Biografía

### Primeros años y educación
Bouaida nació en 1975 en la ciudad de Egleimín. Es de origen saharaui, de la tribu Aït Lahcen, perteneciente a la confederación Tekna.
Bouaida es licenciada por la Escuela Superior de Administración de Casablanca, tiene una MBA por la Universidad de Hull y un máster en comunicación por la Universidad de Toulouse.

### Trayectoria política
Bouaida es miembro de la Agrupación Nacional de los Independientes y fue elegida por cuota femenina a la Cámara de Representantes para representar a Anfa en 2007, lo que la convirtió en la diputada más joven del Parlamento. Presidió la Comisión de Asuntos Exteriores y la de Defensa Nacional y Asuntos Religiosos y se encargó de las relaciones entre los Parlamentos marroquí y europeo. En junio de 2009, también fue elegida para el consejo de la ciudad de la Gran Casablanca.
Bouaida fue elegida para una segunda legislatura al margen de la cuota femenina en 2010. Fue nombrada ministra delegada de Asuntos Exteriores por el rey Mohamed VI el 10 de octubre de 2013. A partir de 2017, fue secretaria de Estado del ministro de Agricultura y Pesca.
Bouaida es vicepresidenta del Foro Parlamentario Internacional para la Democracia desde septiembre de 2011 y es miembro del Centro Norte-Sur del Consejo de Europa. También es secretaria general de la Asociación Moustaqbal para la Educación. Fue nombrada ‹Joven Líder Global› por el Foro Económico Mundial en 2012. También representa a Marruecos en la Asamblea Parlamentaria Euromediterránea. En 2015, encabezó la delegación de Marruecos en la Cumbre de la Casa Blanca sobre la lucha contra la violencia extrema.
El 5 de julio de 2019, Bouaida fue elegida líder regional de Guelmim-Oued Noun, la primera mujer del país elegida como líder regional.